# خاتون‌آباد (جیرفت)
خاتون‌آباد، روستایی از توابع بخش مرکزی شهرستان جیرفت در استان کرمان ایران است. و از باغ‌ها و زمین‌های حاصلخیز کشاورزی تشکیل شده است که عمدۀ آن‌ها باغ‌های پرتقال و نخل هستند. خاتون‌آباد دارای گروه‌های قومی گسترده‌ای است که بیشتر آن‌ها مهاجرانی هستند که از روستاهای اطراف به آنجا مهاجرت کرده‌اند و گروه اندکی از سکنۀ اصلی‌ آنجا هستند که بیشترشان آنجا را ترک کرده و به جیرفت یا شهرستان‌های اطراف رفته اند. خاتون‌آباد در دهۀ ۶۰ تا اواخر دهۀ ۷۰ یکی از مراکز اصلی خرید و فروش مرکبات و خرما منطقه جیرفت بود.

## جمعیت
این روستا در دهستان خاتون‌آباد (جیرفت) قرار دارد و براساس سرشماری مرکز آمار ایران در سال ۱۳۸۵، جمعیت آن ۷۸۸ نفر (۱۷۱ خانوار) بوده‌است.